# Понарь (река)
Понарь (Понор, Понора) — река в России, протекает в Шатурском районе Московской области, левый приток Большой Ушмы.
Изначально река Понарь начиналась у деревни Запутное, текла на северо-восток через леса и болота и впадала в Большую Ушму около посёлка Северная Грива. В XX веке в бассейне реки начались торфоразработки, и теперь её воды частично текут по каналам. Согласно государственному водному реестру, устье реки находится в 32 км по левому берегу Большой Ушмы. Длина реки — 18 км, площадь её водосборного бассейна — 113 км².
По данным Государственного водного реестра России, относится к Окскому бассейновому округу. Речной бассейн — Ока, речной подбассейн — бассейны притоков Оки от Мокши до впадения в Волгу, водохозяйственный участок — Клязьма от города Орехово-Зуево до города Владимира.